# Gymnocalycium
Gymnocalycium ist eine Pflanzengattung aus der Familie der Kakteengewächse (Cactaceae). Der botanische Name leitet sich von den griechischen Worten γυμνός (gymnos) für nackt und κάλυξ (kalyx) für Becher  ab und bedeutet „Nackter Blütenkelch“.

## Beschreibung
Die Arten der Gattung Gymnocalycium sind niedrig wachsende, gewöhnlich einzelne oder manchmal kleine Polster bildenden Pflanzen mit kugelförmig, gedrückt-kugelförmig bis kurzzylindrischen Stämmen. Die 4 bis 15 (selten mehr) Rippen sind gewöhnlich breit gerundet, häufig gewunden, hin und wieder warzig und haben häufig ein „Kinn“ genau unterhalb der Areolen. Die Dornen sind sehr variabel.
Die sich tagsüber öffnenden, trichter- oder glockenförmigen Blüten erscheinen am oder nahe beim Scheitel. Sie sind weiß oder rosa, manchmal auch gelb oder lebhaft rot. Der Blütenbecher und die Blütenkrone sind mit einigen wenigen großen, breiten und stumpfen Schuppen besetzt, die häutige Ränder aufweisen. Die Areolen sind kahl. Die Blütenhülle ist für gewöhnlich ausgebreitet.
Die Staubblätter bilden zwei Kreise. Der erste umgibt die Nektarkammer, der zweite ist nahe der Öffnung der Blütenkrone angeheftet. Die länglichen bis kugelförmigen Früchte sind trocken oder fleischig und verschiedenartig aufspringend. An ihnen haftet ein dauerhafter Blütenrest. Die Samen  sind sehr variabel. Ihre Farbe reicht von braun bis schwarz, die Größe von ziemlich klein bis verhältnismäßig sehr groß.

## Systematik und Verbreitung
Die Arten der Gattung Gymnocalycium sind in Bolivien, im Süden von Brasilien, in Paraguay, Uruguay und Argentinien verbreitet.
Die Erstbeschreibung wurde 1844 von Ludwig Mittler in der Schreibweise „Gymnocalicium“ veröffentlicht. Die Typusart der Gattung ist Gymnocalycium gibbosum.

### Systematik nach N.Korotkova et al. (2021)
Die Gattung umfasst folgenden Arten:

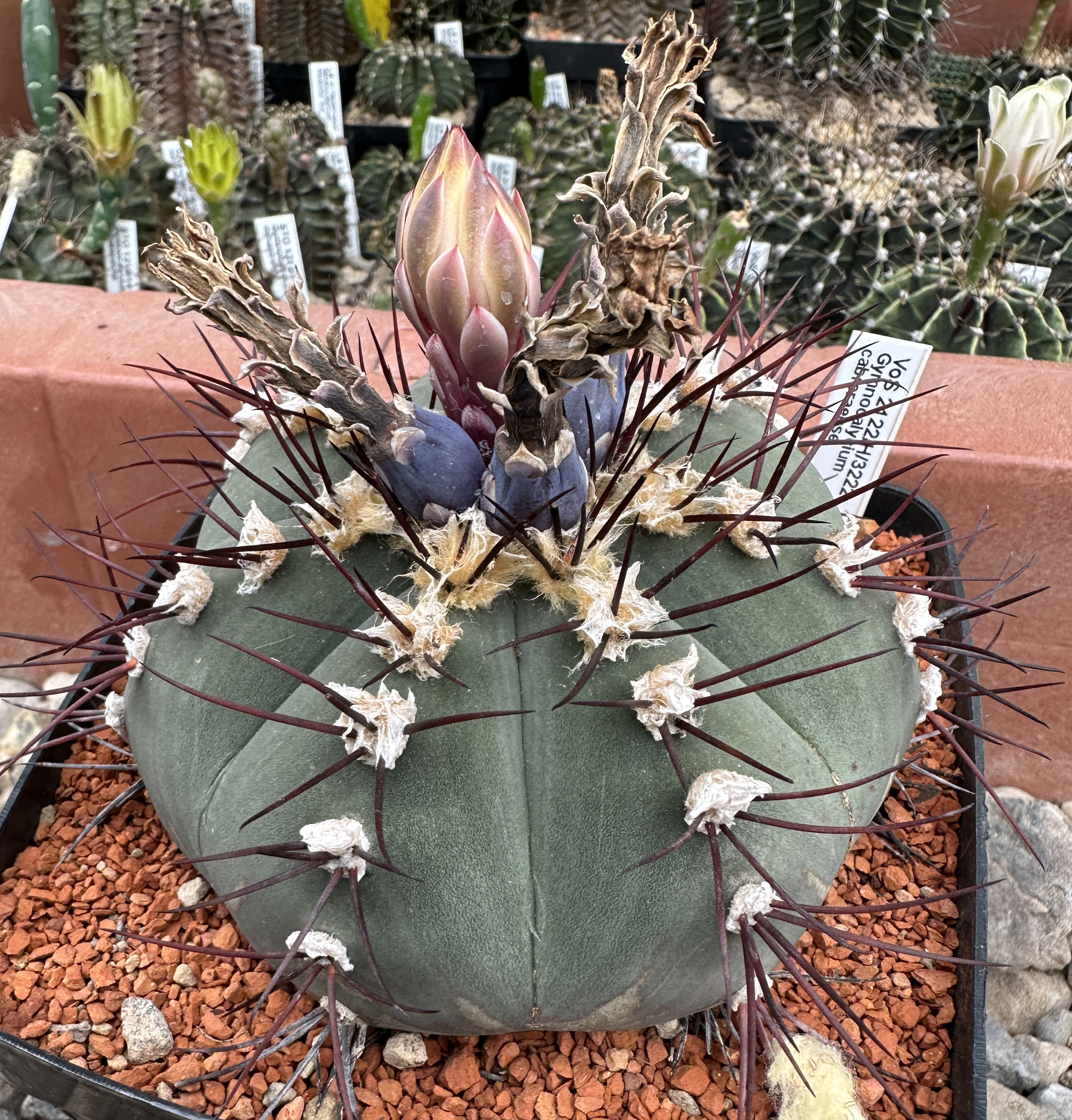
Gymnocalycium cabreraense VoS2122

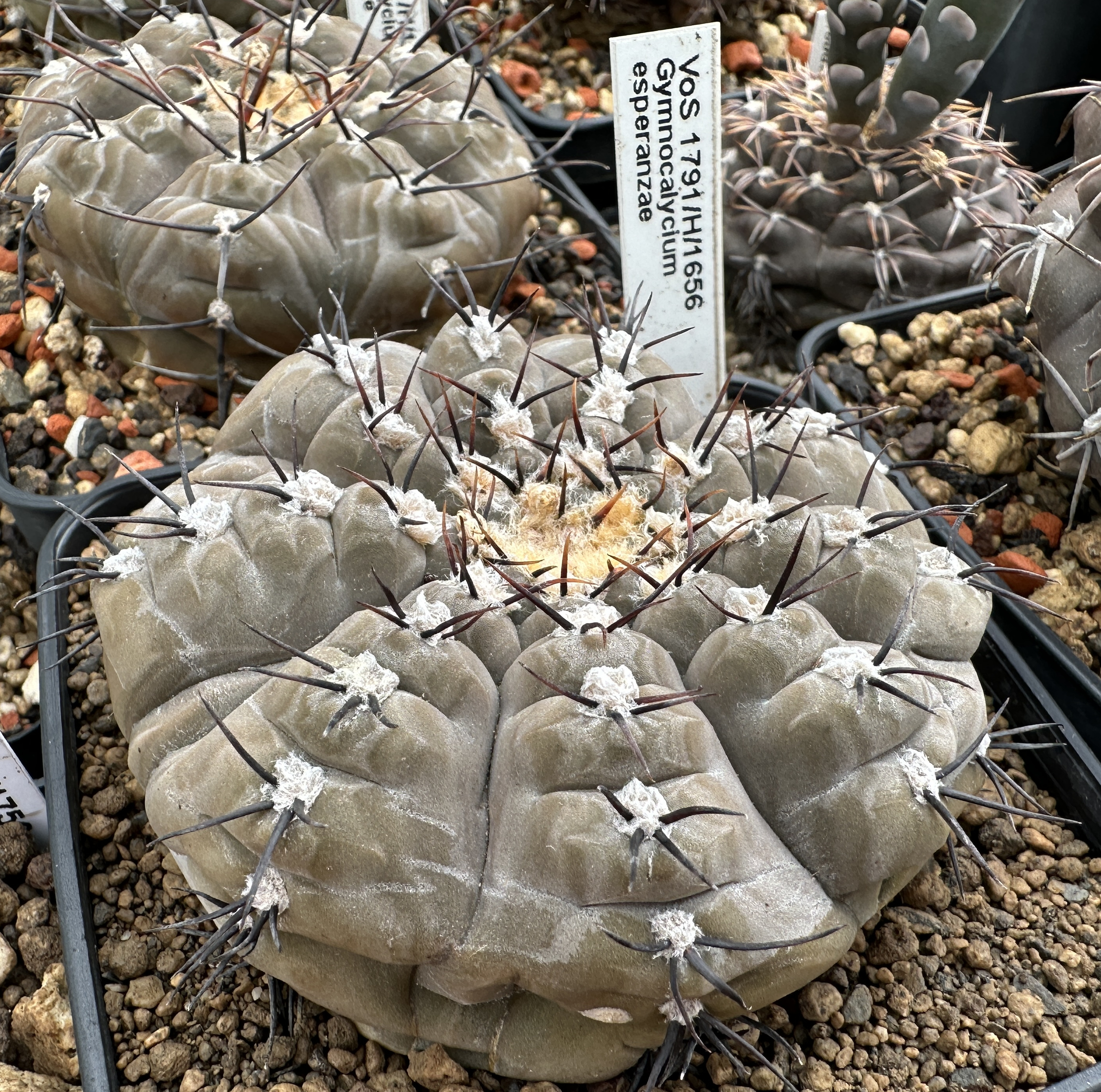
Gymnocalycium esperanzae VoS1791

- Gymnocalycium alboareolatum Rausch
- Gymnocalycium amerhauseri H.Till
- Gymnocalycium andreae (Boed.) Backeb. & F.M.Knuth
- Gymnocalycium angelae Mereg.
- Gymnocalycium anisitsii (K.Schum.) Britton & Rose
- Gymnocalycium baldianum (Speg.) Speg.
- Gymnocalycium bayrianum H.Till
- Gymnocalycium berchtii Neuhuber
- Gymnocalycium bodenbenderianum (Hosseus) A.Berger
- Gymnocalycium bruchii (Speg.) Hosseus
- Gymnocalycium cabreraense Schädlich, Bercht & Melojer
- Gymnocalycium calochlorum (Boed.) Y.Itô
- Gymnocalycium capillense (Schick) Hosseus
- Gymnocalycium carolinense (Neuhuber) Neuhuber
- Gymnocalycium castellanosii Backeb.
  - Gymnocalycium castellanosii subsp. acorrugatum (J.G.Lamb.) R.Kiesling & Metzing
  - Gymnocalycium castellanosii subsp. castellanosii
  - Gymnocalycium castellanosii subsp. ferocior (Backeb. ex H.Till & Amerh.) G.J.Charles
- Gymnocalycium chacoense Amerh.
- Gymnocalycium chiquitanum Cárdenas
- Gymnocalycium denudatum (Link & Otto) Pfeiff. ex Mittler
- Gymnocalycium erinaceum J.G.Lamb.
- Gymnocalycium esperanzae Řepka & Kulhánek
- Gymnocalycium eurypleurum Plesnik ex F.Ritter
- Gymnocalycium fischeri Halda, Kupčák, Lukašik & Sladk.
- Gymnocalycium friedrichii (Werderm.) Pazout
- Gymnocalycium gibbosum (Haw.) Pfeiff. ex Mittler
  - Gymnocalycium gibbosum subsp. borthii (Koop ex H.Till) G.J.Charles
  - Gymnocalycium gibbosum subsp. gibbosum
- Gymnocalycium glaucum F.Ritter
  - Gymnocalycium glaucum subsp. ferrarii (Rausch) G.J.Charles
  - Gymnocalycium glaucum subsp. glaucum
- Gymnocalycium ×heidiae Neuhuber
- Gymnocalycium horstii Buining
  - Gymnocalycium horstii subsp. buenekeri (Swales) P.J.Braun & Hofacker
  - Gymnocalycium horstii subsp. horstii
- Gymnocalycium hossei (Haage) A.Berger
- Gymnocalycium hyptiacanthum (Lem.) Britton & Rose
- Gymnocalycium kieslingii O.Ferrari
- Gymnocalycium kroenleinii R.Kiesling, Rausch & O.Ferrari
- Gymnocalycium kulhanekii Papsch
- Gymnocalycium marsoneri Frič ex Y.Itô
  - Gymnocalycium marsoneri subsp. marsoneri
  - Gymnocalycium marsoneri subsp. matoense (Buining & Brederoo) P.J.Braun & Esteves
  - Gymnocalycium marsoneri subsp. megatae (Y.Itô) G.J.Charles
- Gymnocalycium mendozaense C.A.L.Bercht & Schädlich
- Gymnocalycium mesopotamicum R.Kiesling
- Gymnocalycium mihanovichii (Frič & Gürke) Britton & Rose
- Gymnocalycium ×momo V.Gapon & Schelkun.
- Gymnocalycium monvillei (Lem.) Pfeiff. ex Britton & Rose
  - Gymnocalycium monvillei subsp. achirasense (H.Till & Schatzl) H.Till
  - Gymnocalycium monvillei subsp. horridispinum (G.Frank & H.Till) H.Till
  - Gymnocalycium monvillei subsp. monvillei
- Gymnocalycium mostii (Gürke) Britton & Rose
- Gymnocalycium neuhuberi H.Till & W.Till
- Gymnocalycium nigriareolatum Backeb.
- Gymnocalycium ochoterenae Backeb.
- Gymnocalycium oenanthemum Backeb.
- Gymnocalycium paediophilum F.Ritter ex Schütz
- Gymnocalycium paraguayense (K.Schum.) Hosseus
- Gymnocalycium ×pazoutianum Halda
- Gymnocalycium pflanzii (Vaupel) Werderm.
  - Gymnocalycium pflanzii subsp. argentinense H.Till & W.Till
  - Gymnocalycium pflanzii subsp. pflanzii
  - Gymnocalycium pflanzii subsp. zegarrae (Cárdenas) G.J.Charles
- Gymnocalycium pugionacanthum Backeb. ex H.Till
- Gymnocalycium quehlianum (F.Haage ex H.Quehl) Vaupel ex Hosseus
- Gymnocalycium ragonesei A.Cast.
- Gymnocalycium reductum (Link) Pfeiff. ex Mittler
  - Gymnocalycium reductum subsp. leeanum (Hook.) Papsch
  - Gymnocalycium reductum subsp. reductum
- Gymnocalycium rhodantherum (Boed.) H.Till
- Gymnocalycium ritterianum Rausch
- Gymnocalycium robustum R.Kiesling, O.Ferrari & Metzing
- Gymnocalycium saglionis (Cels) Britton & Rose
- Gymnocalycium schickendantzii (F.A.C.Weber) Britton & Rose
  - Gymnocalycium schickendantzii subsp. delaetii (K.Schum.) G.J.Charles
  - Gymnocalycium schickendantzii subsp. schickendantzii
- Gymnocalycium schroederianum Osten
- Gymnocalycium spegazzinii Britton & Rose
  - Gymnocalycium spegazzinii subsp. cardenasianum (F.Ritter) R.Kiesling & Metzing
  - Gymnocalycium spegazzinii subsp. spegazzinii
- Gymnocalycium striglianum Jeggle ex H.Till
- Gymnocalycium taningaense Piltz
- Gymnocalycium uebelmannianum Rausch

Ein Synonym der Gattung ist Brachycalycium Backeb. (1942).

### Systematik nach E.F.Anderson/Eggli (2005)
Die Gattung wird meist in die sechs Untergattungen Gymnocalycium subg. Gymnocalycium, Gymnocalycium subg. Macrosemineum, Gymnocalycium subg. Microsemineum, Gymnocalycium subg. Muscosemineum, Gymnocalycium subg. Pirisemineum sowie Gymnocalycium subg. Trichomosemineum gegliedert und umfasst folgende Arten:
- Gymnocalycium alboareolatum Rausch
- Gymnocalycium ambatoense Piltz = Gymnocalycium oenanthemum Backeb.
- Gymnocalycium amerhauseri H.Till
- Gymnocalycium andreae (Boed.) Backeb.
  - Gymnocalycium andreae subsp. andreae
  - Gymnocalycium andreae subsp. carolinense Neuhuber ≡ Gymnocalycium carolinense (Neuhuber) Neuhuber
  - Gymnocalycium andreae subsp. matznetteri Rausch = Gymnocalycium andreae (Boed.) Backeb.
  - Gymnocalycium andreae var. fechseri H.Till = Gymnocalycium andreae (Boed.) Backeb.
  - Gymnocalycium andreae var. longispinum Rausch = Gymnocalycium andreae (Boed.) Backeb.
- Gymnocalycium angelae Mereg.
- Gymnocalycium anisitsii (K.Schum.) Britton & Rose
  - Gymnocalycium anisitsii subsp. anisitsii
  - Gymnocalycium anisitsii subsp. multiproliferum (P.J.Braun) P.J.Braun & Esteves = Gymnocalycium anisitsii (K.Schum.) Britton & Rose
- Gymnocalycium baldianum (Speg.) Speg.
- Gymnocalycium bayrianum H.Till
- Gymnocalycium berchtii Neuhuber
- Gymnocalycium bodenbenderianum (Hosseus) A.Berger
  - Gymnocalycium bodenbenderianum subsp. bodenbenderianum
  - Gymnocalycium bodenbenderianum subsp. intertextum (Backeb. ex H.Till) H.Till = Gymnocalycium ochoterenae Backeb.
- Gymnocalycium borthii Koop ex H.Till ≡ Gymnocalycium gibbosum subsp. borthii (Koop ex H.Till) G.J.Charles
- Gymnocalycium bruchii (Speg.) Hosseus
- Gymnocalycium buenekeri Swales ≡ Gymnocalycium horstii subsp. buenekeri (Swales) P.J.Braun & Hofacker
- Gymnocalycium calochlorum (Boed.) Y.Itô
- Gymnocalycium capillaense (Schick) Hosseus ≡? Gymnocalycium capillense (Schick) Hosseus
- Gymnocalycium carminanthum Borth & Koop = Gymnocalycium oenanthemum Backeb.
- Gymnocalycium castellanosii Backeb.
- Gymnocalycium catamarcense H.Till & W.Till = Gymnocalycium pugionacanthum Backeb. ex H.Till
  - Gymnocalycium catamarcense subsp. catamarcense
  - Gymnocalycium catamarcense subsp. acinacispinum H.Till & W.Till = Gymnocalycium pugionacanthum Backeb. ex H.Till
  - Gymnocalycium catamarcense subsp. schmidianum H.Till & W.Till = Gymnocalycium pugionacanthum Backeb. ex H.Till
- Gymnocalycium chacoense Amerh.
- Gymnocalycium chiquitanum Cárdenas
- Gymnocalycium delaetii (K.Schum.) Hosseus ≡ Gymnocalycium schickendantzii subsp. delaetii (K.Schum.) G.J.Charles
- Gymnocalycium denudatum (Link & Otto) Pfeiff. ex Mittler
- Gymnocalycium erinaceum J.G.Lamb.
- Gymnocalycium eurypleurum Plesník ex F.Ritter
- Gymnocalycium eytianum Cárdenas = Gymnocalycium marsoneri subsp. megatae (Y.Itô) G.J.Charles
- Gymnocalycium fischeri Halda, Kupčák, Lukašik & Sladk.
- Gymnocalycium gaponii Neuhuber = Gymnocalycium erinaceum J.G.Lamb.
- Gymnocalycium gibbosum (Haw.) Pfeiff. ex Mittler
  - Gymnocalycium gibbosum subsp. gibbosum
  - Gymnocalycium gibbosum subsp. ferox (Labour. ex Rümpler) Papsch = Gymnocalycium gibbosum subsp. gibbosum
- Gymnocalycium ×heidiae Neuhuber
- Gymnocalycium horstii Buining
- Gymnocalycium hossei (Haage) A.Berger
- Gymnocalycium hybopleurum (K.Schum.) Backeb. = Gymnocalycium monvillei subsp. monvillei
- Gymnocalycium hyptiacanthum (Lem.) Britton & Rose
  - Gymnocalycium hyptiacanthum subsp. hyptiacanthum
  - Gymnocalycium hyptiacanthum subsp. paucicostatum (R.Kiesling) Papsch = Gymnocalycium schroederianum Osten
  - Gymnocalycium hyptiacanthum subsp. schroederianum (Osten) Papsch ≡ Gymnocalycium schroederianum Osten
- Gymnocalycium kieslingii O.Ferrari
- Gymnocalycium kroenleinii R.Kiesling, Rausch & O.Ferrari
- Gymnocalycium leeanum (Hook.) Britton & Rose ≡ Gymnocalycium reductum subsp. leeanum (Hook.) Papsch
- Gymnocalycium leptanthum (Speg.) Speg.
- Gymnocalycium mackieanum (Hook.) Metzing, Mereg. & R.Kiesling = Gymnocalycium reductum subsp. reductum
- Gymnocalycium marsoneri Frič ex Y.Itô
  - Gymnocalycium marsoneri subsp. marsoneri
  - Gymnocalycium marsoneri subsp. matoense (Buining & Brederoo) P.J.Braun & Esteves
- Gymnocalycium megalothelos (Sencke ex K.Schum.) Britton & Rose = Gymnocalycium denudatum (Link & Otto) Pfeiff. ex Mittler
- Gymnocalycium mesopotamicum R.Kiesling
- Gymnocalycium mihanovichii (Frič ex Gürke) Britton & Rose
- Gymnocalycium monvillei (Lem.) Britton & Rose
  - Gymnocalycium monvillei subsp. monvillei
  - Gymnocalycium monvillei subsp. achirasense (H.Till) H.Till
  - Gymnocalycium monvillei subsp. brachyanthum (Gürke) H.Till = Gymnocalycium monvillei subsp. monvillei
  - Gymnocalycium monvillei subsp. horridispinum (Gerhart Frank ex H.Till) H.Till
- Gymnocalycium mostii (Gürke) Britton & Rose
- Gymnocalycium mucidum Oehme = Gymnocalycium capillaense (Schick) Hosseus
- Gymnocalycium netrelianum (Monv. ex Labour.) Britton & Rose = Gymnocalycium hyptiacanthum (Lem.) Britton & Rose
- Gymnocalycium neuhuberi H.Till & W.Till
- Gymnocalycium nigriareolatum Backeb.
- Gymnocalycium obductum Piltz = Gymnocalycium quehlianum (F.Haage ex Quehl) Hosseus
- Gymnocalycium ochoterenae Backeb.
  - Gymnocalycium ochoterenae subsp. ochoterenae
  - Gymnocalycium ochoterenae subsp. herbsthoferianum H.Till & Neuhuber = Gymnocalycium ochoterenae Backeb.
  - Gymnocalycium ochoterenae subsp. vatteri (Buining) Papsch = Gymnocalycium ochoterenae Backeb.
- Gymnocalycium oenanthemum Backeb.
- Gymnocalycium paediophilum F.Ritter
- Gymnocalycium papschii H.Till = Gymnocalycium erinaceum J.G.Lamb.
- Gymnocalycium paraguayense (K.Schum.) Hosseus
- Gymnocalycium parvulum (Speg.) Speg.
- Gymnocalycium ×pazoutianum
Hybride aus Gymnocalycium denudatum und Gymnocalycium baldianum; auch als Cultivar ‘Jan Suba’ bekannt
- Gymnocalycium pflanzii (Vaupel) Werderm.
  - Gymnocalycium pflanzii subsp. pflanzii
  - Gymnocalycium pflanzii subsp. argentinense H.Till & W.Till
  - Gymnocalycium pflanzii subsp. dorisiae Amerh. = Gymnocalycium pflanzii subsp. pflanzii
- Gymnocalycium poeschlii Neuhuber = Gymnocalycium berchtii Neuhuber
- Gymnocalycium pugionacanthum Backeb. ex H.Till
- Gymnocalycium quehlianum (F.Haage ex Quehl) Hosseus
- Gymnocalycium ragonesei A.Cast. = Gymnocalycium hyptiacanthum (Lem.) Britton & Rose
- Gymnocalycium rauschii H.Till & W.Till
- Gymnocalycium riojense Frič ex H.Till & W.Till = Gymnocalycium bodenbenderianum (Hosseus) A.Berger
  - Gymnocalycium riojense subsp. riojense
  - Gymnocalycium riojense subsp. kozelskyanum Schütz ex H.Till & W.Till = Gymnocalycium bodenbenderianum (Hosseus) A.Berger
  - Gymnocalycium riojense subsp. paucispinum Backeb. ex H.Till & W.Till = Gymnocalycium bodenbenderianum (Hosseus) A.Berger
  - Gymnocalycium riojense subsp. piltziorum Schütz ex H.Till & W.Till = Gymnocalycium bodenbenderianum (Hosseus) A.Berger
- Gymnocalycium ritterianum Rausch
- Gymnocalycium robustum R.Kiesling, O.Ferrari & Metzing
- Gymnocalycium rosae H.Till = Gymnocalycium kieslingii O.Ferrari
- Gymnocalycium saglionis (F.Cels) Britton & Rose
  - Gymnocalycium saglionis subsp. saglionis
  - Gymnocalycium saglionis subsp. tilcarense (Backeb.) H.Till & W.Till = Gymnocalycium saglionis (F.Cels) Britton & Rose
- Gymnocalycium schickendantzii (F.A.C.Weber) Britton & Rose
- Gymnocalycium spegazzinii Britton & Rose
  - Gymnocalycium spegazzinii subsp. spegazzinii
  - Gymnocalycium spegazzinii subsp. cardenasianum (F.Ritter) R.Kiesling & Metzing
- Gymnocalycium stellatum Speg. = Gymnocalycium quehlianum (F.Haage ex H.Quehl) Vaupel ex Hosseus
  - Gymnocalycium stellatum subsp. stellatum
  - Gymnocalycium stellatum subsp. occultum Frič ex H.Till & W.Till = Gymnocalycium bodenbenderianum (Hosseus) A.Berger
- Gymnocalycium stenopleurum F.Ritter = Gymnocalycium friedrichii (Werderm.) Pazout
- Gymnocalycium striglianum Jeggle ex H.Till
- Gymnocalycium stuckertii (Speg.) Britton & Rose = Gymnocalycium schickendantzii subsp. schickendantzii
- Gymnocalycium taningaense Piltz
- Gymnocalycium terweemeanum (Teucq ex Duursma) Borgmann & Piltz = Gymnocalycium berchtii Neuhuber
- Gymnocalycium tillianum Rausch = Gymnocalycium ochoterenae Backeb.
- Gymnocalycium uebelmannianum Rausch
- Gymnocalycium uruguayense (Arechav.) Britton & Rose = Gymnocalycium hyptiacanthum (Lem.) Britton & Rose
- Gymnocalycium valnicekianum Jajó = Gymnocalycium mostii (Gürke) Britton & Rose
  - Gymnocalycium valnicekianum subsp. valnicekianum
  - Gymnocalycium valnicekianum subsp. prochazkianum (Šorma) H.Till & Amerh. = Gymnocalycium mostii (Gürke) Britton & Rose
- Gymnocalycium walteri H.Till = Gymnocalycium amerhauseri H.Till
- Gymnocalycium zegarrae Cárdenas ≡ Gymnocalycium pflanzii subsp. zegarrae (Cárdenas) G.J.Charles
  - Gymnocalycium zegarrae subsp. zegarrae
  - Gymnocalycium zegarrae subsp. millaresii (Cárdenas) H.Till & W.Till = Gymnocalycium pflanzii subsp. pflanzii

Ein Synonym der Gattung ist Brachycalycium Backeb. (1942).

## Nachweise

## Weiterführende Literatur
- Pablo H. Demaio, Michael H. J. Barfuss, Roberto Kiesling, Walter Till, Jorge O. Chiapella: Molecular phylogeny of Gymnocalycium (Cactaceae): Assessment of alternative infrageneric systems, a new subgenus, and trends in the evolution of the genus. In: American Journal of Botany.  Band 98, Nummer 11, 2011, S. 1841–1854 (DOI:10.3732/ajb.1100054).
- Gerhart Frank: The Genus Gymnocalycium. In: Cactus and Succulent Journal. Band 48, 1976, S. 215–218, 265–267; Band 49, 1977, S. 18–21, 66–70, 128–132, 149–151.
- Diego E. Gurvich, Guillermo Funes, Melisa A. Giorgis, Pablo Demaio: Germination Characteristics of Four Argentinean Endemic Gymnocalycium (Cactaceae) Species With Different Flowering Phenologies. In: Natural Areas Journal. Band 28, Nummer 2, 2008, S. 104–108 (doi:10.3375/0885-8608(2008)28[104:GCOFAE]2.0.CO;2).
- Detlev Metzing, Massimo Meregalli, Roberto Kiesling: An annotated checklist of the genus Gymnocalycium Pfeiffer ex Mittler. In: Allionia. Band 33, 1995, S. 181–228.
- John Pilbeam: Gymnocalycium. A Collector's Guide. A.A. Balkema Publishers, Rotterdam/Brookfield 1995.
- Gordon Rowley: Gymnocalycium in Cultivation – A Survey of Cultivars. In: Haseltonia. Band 15, 2009, S. 80–101 (DOI:10.2985/026.015.0109).
- Bohumil Schütz: Monographie der Gattung Gymnocalycium. Graz/Knittelfeld 1992.
- Hans Till: Neuordnung der Gattung Gymnocalycium. In: Gymnocalycium. Band 14, 2001, S. 385–404.
- Hans Till: Nomenklatorische Berichtigungen zum Artikel „Neuordnung der Gattung Gymnocalycium“. In: Gymnocalycium. Band 16, Nummer 2, 2003, S. 517.
- Hans Till, H. Amerhauser, W. Till: Neuordnung der Gattung Gymnocalycium. (Teil II). In: Gymnocalycium. Band 21, 2008, S. 815–838.